# Сокуй (лёд)
Соку́й — один из видов льда на озере Байкал.
Образуется в начальной фазе замерзания озера в виде тонкой ледяной кромки — забереги, либо осенью от приплесков волн на скалах и камнях. При сильном шторме наветренные скалы могут покрываться наплесковым льдом до высоты десяти метров.
Эффектные сокуи встречаются на скалах Ушканьих островов, мысах Кобылья голова, Курминский и на скалах северной оконечности острова Ольхон.